# Euxoa messoria
Euxoa messoria (tên tiếng Anh: Darksided Cutworm hoặc Reaper Dart) là một loài bướm đêm thuộc họ Noctuidae. Nó được tìm thấy ở Newfoundland phía tây đến Yukon, phía nam đến Virginia và Missouri ở phía đông và New Mexico, Arizona và California in the west.
Sải cánh dài 32–36 mm. Con trưởng thành bay từ tháng 7 đến tháng 9 tùy theo địa điểm. Có một lứa một năm.
Ấu trùng ăn lá của cây táo, cultivated vegetables và flowers, cũng như various các loài thực vật khác.